# Elif Altınkaynak
Elif Altınkaynak (Isparta, 20 de agosto de 1974) es una deportista turca que compitió en tiro con arco, en la modalidad de arco recurvo .
Ganó dos medallas en el Campeonato Mundial de Tiro con Arco al Aire Libre, en los años 1995 y 1997, y dos medallas en el Campeonato Mundial de Tiro con Arco en Sala, en los años 1999 y 2003.
Además, obtuvo tres medallas en el Campeonato Europeo de Tiro con Arco al Aire Libre entre los años 1994 y 2000, y una medalla en el Campeonato Europeo de Tiro con Arco en Sala de 1998.

## Palmarés internacional
| Campeonato Mundial al Aire Libre | Campeonato Mundial al Aire Libre | Campeonato Mundial al Aire Libre | Campeonato Mundial al Aire Libre |
| Año                              | Lugar                            | Medalla                          | Prueba                           |
| -------------------------------- | -------------------------------- | -------------------------------- | -------------------------------- |
| 1995                             | Yakarta (Indonesia)              | Medalla de plata                 | Equipo                           |
| 1997                             | Victoria (Canadá)                | Medalla de bronce                | Equipo                           |
| Campeonato Mundial en Sala       |                                  |                                  |                                  |
| Año                              | Lugar                            | Medalla                          | Prueba                           |
| 1999                             | La Habana (Cuba)                 | Medalla de plata                 | Equipo                           |
| 2003                             | Nimes (Francia)                  | Medalla de plata                 | Equipo                           |
| Campeonato Europeo al Aire Libre |                                  |                                  |                                  |
| Año                              | Lugar                            | Medalla                          | Prueba                           |
| 1994                             | Nymburk (República Checa)        | Medalla de bronce                | Equipo                           |
| 1996                             | Kranjska Gora (Eslovenia)        | Medalla de bronce                | Individual                       |
| 2000                             | Antalya (Turquía)                | Medalla de oro                   | Equipo                           |
| Campeonato Europeo en Sala       |                                  |                                  |                                  |
| Año                              | Lugar                            | Medalla                          | Prueba                           |
| 1998                             | Oldenburgo (Alemania)            | Medalla de plata                 | Equipo                           |